# Victoria's Secret

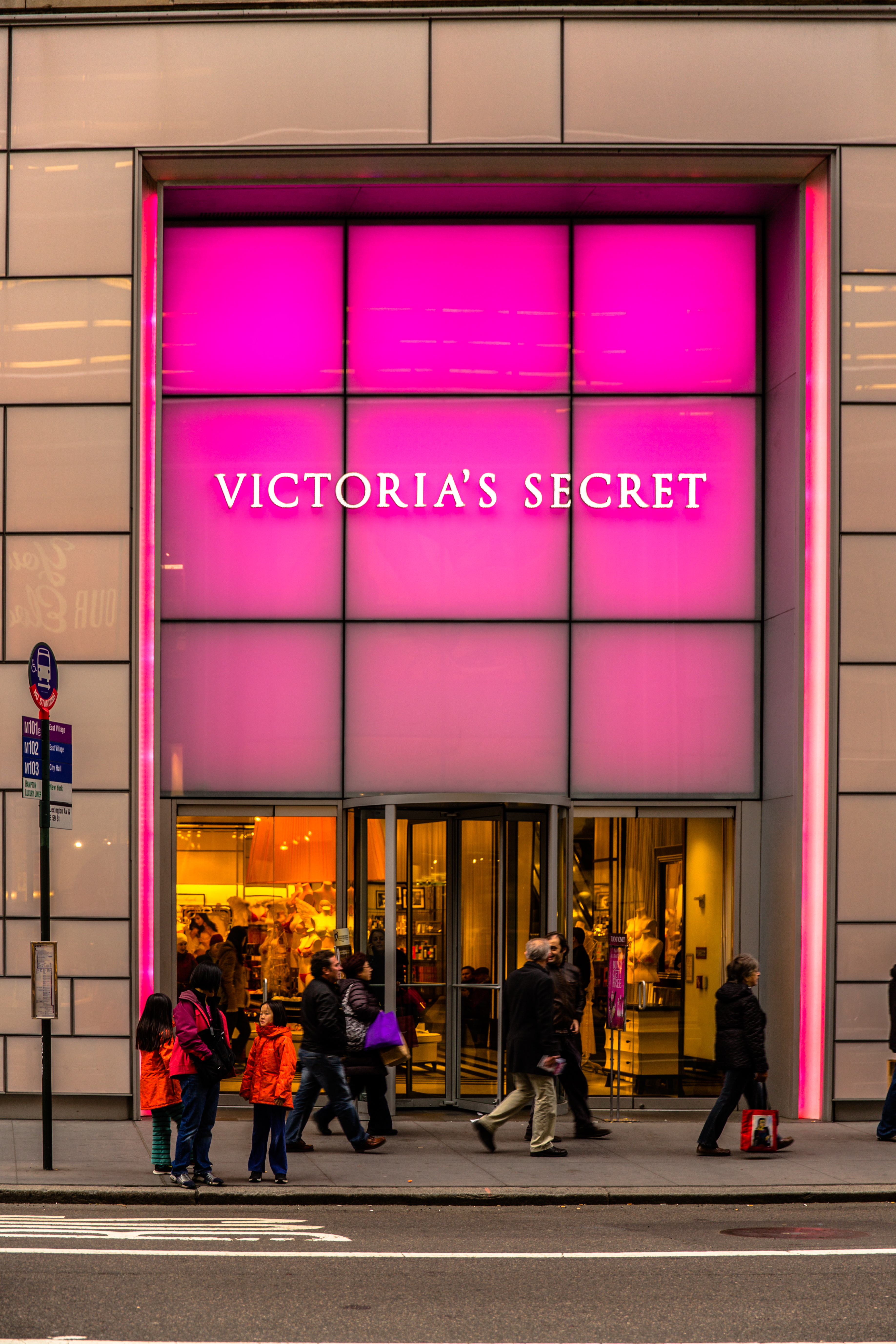
Un magasin Victoria's Secret à New York

Victoria's Secret est une marque de lingerie américaine, d’habillement féminin et de produits de beauté.

## Historique
La société est fondée à San Francisco en 1977 par Roy Raymond. Diplômé de Stanford d’un Master of Business Administration, cela lui permet de pouvoir développer son activité. Il imagine l'apparition d'une nouvelle féminité, et décide d'en faire son commerce ; il s'agit de pallier une époque où les femmes avaient le choix soit entre une lingerie à bas prix uniquement à visée pratique, soit des dessous chics chers de grandes marques européennes. Son créateur vise aussi à créer un magasin « où les hommes se sentiraient à l'aise pour acheter de la lingerie » pour leur compagne sans avoir honte, raconte sa veuve. En effet, pour acheter les articles, les clients n’ont pas besoin de les toucher puisqu’ils sont exposés sur les murs des différentes boutiques. Cela réconforte les acheteurs, qui osent plus s’intéresser. Les vendeurs sont de réels conseillers, ils guident les clients, proposent les tailles et sont chargés d’aller récupérer les sous-vêtements en réserve. Les femmes doivent se sentir libres de porter ces vêtements et elles aussi de les acheter, puisqu’elles sont les premières concernées.
Le nom de la marque est inspiré de l'esthétique anglo-saxonne faite de velours et d'ornements de l'époque victorienne. Le premier magasin Victoria's Secret rapporte 500 000 dollars durant sa première année d'activité dans le centre commercial Stanford Shopping Center, en Californie[réf. nécessaire]. Cela permet de rembourser la somme empruntée auprès de la banque et de sa famille, d’une valeur de quatre-vingt-mille euros. Roy Raymond ouvre alors plusieurs magasins et crée un catalogue des ventes par correspondance. En 1982, il vend sa société pour 1 million de dollars à Leslie Wexner, fondateur de l'entreprise The Limited Inc. qui deviendra Limited Brands. Après cette vente, M. Raymond tente de créer une société de vêtements de luxe pour enfants mais celle-ci fait faillite au bout de quatre ans .
Depuis ce changement, la société est implantée à Columbus (Ohio, États-Unis). En 1993, Roy Raymond met fin à ses jours, en sautant du pont du Golden Gate, à la suite d'un divorce tumultueux et de dettes inestimables.
En 1995, Victoria's Secret gagne en notoriété en organisant son premier défilé de mode à New York : le Victoria's Secret Fashion Show, avec des mannequins comme Stephanie Seymour et Beverly Peele. Depuis, cet évènement a lieu chaque année. La présence de ces mannequins internationaux permet à la marque de devenir mondialement connue. La mise en place de publicité permet elle aussi son bon développement et de promouvoir leur sa collection.
Depuis, de grands mannequins ont participé à ce défilé comme Frederique van der Wal, Tricia Helfer, Naomi Campbell, Laetitia Casta, Heidi Klum, Adriana Lima, Candice Swanepoel, Miranda Kerr, Julia Stegner, Alessandra Ambrosio, Cara Delevingne, Tyra Banks, Ana Beatriz Barros, Angela Lindvall, Karolína Kurková, Doutzen Kroes, Karlie Kloss et Gisèle Bündchen. De nos jours, nous pouvons compter Gigi Hadid ou encore Kendall Jenner.
Au début des années 2000, la direction de Victoria's Secret refusait d'étendre son entreprise en dehors des États-Unis.
Cependant, la compagnie compte désormais plusieurs magasins au Canada. En novembre 2005, la société a ouvert sa première boutique au Royaume-Uni à l'aéroport de Londres Heathrow,. Le 20 juillet 2012, la marque s'implante en Europe et ouvre son premier magasin à Londres, puis, peu après plus tard, une boutique ouvre à l'aéroport Paris-Orly en France[Quand ?].
Victoria's Secret est une marque de lingerie, mais distribue également une gamme de maillots de bain, ainsi qu'une gamme de produits cosmétiques.
En février 2020 L.Brands annonce la vente de 55 % de ses parts à la société d'investissement Sycamore Partners. À cette occasion, la marque de lingerie est évaluée à 1,1 milliard de dollars.

## Données financières
Le total des ventes de Victoria's Secret s’est élevé à plus de 2,4 milliards de dollars aux États-Unis en 2005 grâce à un réseau de plus de 900 revendeurs[réf. souhaitée]. Les produits de Victoria's Secret sont disponibles dans un catalogue, Victoria's Secret Direct, avec des ventes qui s’élèvent à environ 870 millions de dollars.

## Les Anges de Victoria's Secret
Les « Anges de Victoria's Secret » (« Victoria Secret's Angels » en anglais) représentent la marque. À l'origine, le concept des Anges provient d'une publicité parue en 1997, avec Helena Christensen, Karen Mulder, Daniela Peštová, Stephanie Seymour et Tyra Banks. En raison de la popularité de la publicité, la marque décida de développer cette idée en appelant ses mannequins exclusifs les Anges,.
Elles ont commencé à défiler pour la marque en février 1998 avec Chandra North (en) en remplacement de Christensen. Le terme « Ange » très souvent utilisé de manière abusive pour décrire tous les tops model collaborant avec Victoria's Secret, alors que ce titre ne correspond pas à tous les mannequins. En effet, ils ont un contrat avec la marque, ainsi que des obligations comme le fait de devoir réaliser des campagnes pour promouvoir la marque ou encore participer au Victoria’s Secret Fashion Show. Les autres mannequins ne sont présents que lors de la soirée. Les ailes, emblématiques de l’enseigne ne sont pas représentatives du fait d’être un Ange.
Depuis, les membres changent régulièrement, les dernières additions en date étant Elsa Hosk, Sara Sampaio, Jasmine Tookes, Lais Ribeiro, Taylor Hill, Martha Hunt, Stella Maxwell, Romee Strijd, Josephine Skriver, et la dernière, Barbara Palvin en 2019.
Les Anges de Victoria's Secret possèdent une étoile sur le fameux Hollywood Walk of Fame, depuis le 13 novembre 2007.
Le 16 juin 2021, Victoria's Secret a annoncé la création de The VS Collective et a officiellement tourné la page sur l’ère des « Anges », en transformant le concept de la marque.
Le 15 octobre 2024, pour la première fois en six ans (depuis 2019), un défilé de mode emblématique de la marque a été organisé à New York.
Elles ont été élues parmi les 100 plus belles personnalités au monde par le magazine People et ont fait la couverture de nombreux magazines tels que GQ ou Esquire,. Depuis fin 2009, les Anges sont listées en tant que « Supermodels » sur la page web officielle de la marque.
Ana Beatriz Barros et Daria Werbowy ont, quant à elles, refusé un contrat d'Ange, et ont respectivement préféré L'Oréal et Lancôme.
PINK est une seconde marque de Victoria's Secret pour laquelle Alessandra Ambrosio, Miranda Kerr et Behati Prinsloo ont travaillé.
Jessica Stam, Rosie Huntington-Whiteley, Chanel Iman, Candice Swanepoel Erin Heatherton, Elsa Hosk, Jessica Hart, Sara Sampaio, Rachel Hilbert, Taylor Marie Hill, Gigi Hadid et Devon Windsor ont également défilé ou participé à un événement pour Pink.
Claudia Schiffer, Naomi Campbell, Eva Herzigova, Ana Hickmann, Oluchi Onweagba, Jessica Stam, Emanuela de Paula, et plus récemment, Barbara Palvin et Toni Garrn sont également liées à Victoria's Secret.
| Nationalité              | Nom                       | Contrat Angel | Premier Travail | Défilés                        | Notes                                                                |
| ------------------------ | ------------------------- | ------------- | --------------- | ------------------------------ | -------------------------------------------------------------------- |
| Drapeau des États-Unis   | Stephanie Seymour         | 1997-2000     | 1992            | 1995-2000                      | Présentatrice du Fashion Show 1995                                   |
| Drapeau du Danemark      | Helena Christensen        | 1997-1998,    | 1996            | 1996-1997                      |                                                                      |
| Drapeau des Pays-Bas     | Karen Mulder              | 1997-2000     | 1992            | 1998-2000                      |                                                                      |
| Drapeau de la Tchéquie   | Daniela Peštová           | 1997-2002     | 1996            | 1998-2001                      |                                                                      |
| Drapeau des États-Unis   | Tyra Banks                | 1997-2005,    | 1996            | 1996-2005                      |                                                                      |
| Drapeau du Canada        | Yasmeen Ghauri            | 1997          | 1992            | 1996-1997                      |                                                                      |
| Drapeau des États-Unis   | Chandra North (en)        |               | 1998            | 1998                           | Défilé 1998 uniquement                                               |
| Drapeau de l'Argentine   | Inés Rivero (en)          | 1998          | 1998            | 1998-2001                      |                                                                      |
| Drapeau de la France     | Laetitia Casta            | 1998-2000     | 1997            | 1997-2000                      |                                                                      |
| /                        | Heidi Klum                | 1999–2010,    | 1997            | 1997-2009                      | N'a pas défilé en 2006 Présentatrice du Fashion Show 2002, 2006-2009 |
| Drapeau du Brésil        | Gisele Bündchen           | 2000-2007     | 1999            | 1999-2006                      |                                                                      |
| Drapeau du Brésil        | Adriana Lima              | 2000-2018     | 1999            | 1999-2008, 2010-2018           |                                                                      |
| Drapeau du Brésil        | Alessandra Ambrosio       | 2004-2017     | 2000            | 2000-2017                      | Égérie PINK : 2004-2006                                              |
| Drapeau de la Tchéquie   | Karolína Kurková          | 2005–2008,    | 2000            | 2000-2003, 2004-2008, 2010     |                                                                      |
| Drapeau des îles Caïmans | Selita Ebanks             | 2005-2008,    | 2005            | 2005-2010                      |                                                                      |
| Drapeau du Brésil        | Izabel Goulart            | 2005-2008     | 2005            | 2005-                          | Non créditée en tant qu'Ange au Fashion Show 2008                    |
| Drapeau des États-Unis   | Marisa Miller             | 2007-2010,    | 2002            | 2007-2009                      |                                                                      |
| Drapeau de l'Australie   | Miranda Kerr              | 2007-2013     | 2005            | 2006-2009, 2011-2012           | Égérie PINK : 2006-2008,                                             |
| Drapeau des Pays-Bas     | Doutzen Kroes             | 2008-2015     | 2004            | 2005-2006, 2008-2009,2011-2014 |                                                                      |
| Drapeau de la Namibie    | Behati Prinsloo           | 2009-2019     | 2007            | 2007-2015, 2018-2019           | Égérie PINK : 2008                                                   |
| Drapeau du Royaume-Uni   | Rosie Huntington-Whiteley | 2009-2010     | 2006            | 2006-2010                      | Créditée au Fashion Show 2009                                        |
| Drapeau d'Afrique du Sud | Candice Swanepoel         | 2010-         | 2007            | 2007-2015, 2017-               | Créditée au Fashion Show 2009                                        |
| Drapeau des États-Unis   | Erin Heatherton           | 2010-2013,    | 2008            | 2008-2013                      | Créditée au Fashion Show 2009                                        |
| Drapeau des États-Unis   | Chanel Iman               | 2010-2011     | 2008            | 2009-2011                      |                                                                      |
| Drapeau des États-Unis   | Lily Aldridge             | 2010-2018     | 2008            | 2009-2017                      |                                                                      |
| Drapeau des États-Unis   | Lindsay Ellingson         | 2011- 2014    | 2006            | 2007-2014                      | Créditée au Fashion Show 2009                                        |
| Drapeau des États-Unis   | Karlie Kloss              | 2013-2014     | 2011            | 2011-2014                      |                                                                      |
| Drapeau de la Russie     | Kate Grigorieva           | 2015,         | 2014            | 2014-2015                      |                                                                      |
| Drapeau des États-Unis   | Taylor Marie Hill         | 2015-,        | 2014            | 2014-                          |                                                                      |
| Drapeau de la Suède      | Elsa Hosk                 | 2015-,        | 2011            | 2011-                          | Égérie PINK : 2011-2014 Créditée aux Fashion Shows 2013 et 2014      |
| Drapeau des États-Unis   | Martha Hunt               | 2015-,        | 2012            | 2013-                          | Créditée au Fashion Show 2014                                        |
| Drapeau de la Pologne    | Monika Jagaciak           | 2015          | 2013            | 2013-2015                      |                                                                      |
| /                        | Stella Maxwell            | 2015-,        | 2014            | 2014-                          | Créditée au Fashion Show 2014                                        |
| Drapeau du Brésil        | Lais Ribeiro              | 2015-,        | 2010            | 2010-2011 ; 2013-              | Créditée aux Fashion Shows 2011 et 2014                              |
| Drapeau du Portugal      | Sara Sampaio              | 2015-,        | 2013            | 2013-                          |                                                                      |
| Drapeau des Pays-Bas     | Romee Strijd              | 2015-,        | 2014            | 2014-                          |                                                                      |
| Drapeau des États-Unis   | Jasmine Tookes            | 2015-,        | 2012            | 2012-                          | Créditée au Fashion Show 2014                                        |
| Drapeau du Danemark      | Josephine Skriver         | 2016-         | 2013-           | 2013-                          |                                                                      |
|                          | Barbara Palvin            | 2019-         | 2012            | 2012-                          |                                                                      |
| Drapeau du Royaume-Uni   | Alexina Graham            | 2019-         | 2017            | 2017-                          |                                                                      |
| Drapeau du Royaume-Uni   | Leomie Anderson           | 2019-         | 2015            | 2015-                          |                                                                      |

|
Note: Les dates données correspondent aux dates de première publication ou diffusion des campagnes publicitaires ou de la première participation à un défilé ou un événement de la marque. Cependant, les contrats ont le plus souvent été signés dans les mois précédents ceux-ci.
| Nationalité | Nom                 | Contrat PINK |
| ----------- | ------------------- | ------------ |
| Brésil      | Alessandra Ambrosio | 2004–2006    |
| Australie   | Miranda Kerr        | 2006–2008    |
| Namibie     | Behati Prinsloo     | 2008–2011    |
| États-Unis  | Chanel Iman         | 2010–2012    |
| Suède       | Elsa Hosk           | 2011–2014    |
| États-Unis  | Rachel Hilbert      | 2015-2016    |
| États-Unis  | Grace Elizabeth     | 2016-2019    |
| États-Unis  | Zuri Tibby          | 2016-2019    |
| États-Unis  | Maggie Laine        | 2016-2019    |

## Victoria's Secret Fashion Show
Depuis 1995, Victoria's Secret organise annuellement un défilé de mode, le Victoria's Secret Fashion Show. Des mannequins défilent en promouvant leur lingerie, tels que les actuels Anges Victoria's Secret Adriana Lima, Alessandra Ambrosio, Behati Prinsloo, Candice Swanepoel, Lily Aldridge, Lais Ribeiro, Elsa Hosk, Jasmine Tookes, Sara Sampaio, Martha Hunt, Josephine Skriver, Taylor Marie Hill, Stella Maxwell & Romee Strijd. Le défilé est devenu célèbre en 2001, lorsque des chanteurs et un soutien-gorge serti de pierres précieuses (Fantasy Bra) ont fait leur apparition. Depuis plusieurs années, il est diffusé en différé sur CBS (diffusé sur internet en 1999 et 2000, et sur ABC en 2001 et 2002) aux États-Unis et sur Paris Première et Elle Girl en France. En 2019, le show est annulé, c'est la première année qu'il ne se produit pas. La baisse d'audience au fur-et-à-mesure des années explique cela. En 2013, près de 10 millions de personnes l'ont regardé, mais quatre ans plus tard, le chiffre de spectateurs est divisé par deux.
Cet évènement est un véritable show. Les mannequins reconnus mondialement sont la pièce maitresse, afin de représenter les nouvelles collections. La lingerie est sexy et les tenues sont spectaculaires, accordées très souvent avec des ailes d’ange. De nombreux décors sont mis en place, des thèmes sont choisis selon les années et les collections. Des jeux de lumière ainsi qu’une ambiance sont particulièrement adaptés afin de présenter un défilé grandiose. Les spectateurs sont conviés à un réel spectacle visuel, mais aussi sonore. Chaque année, une célébrité est choisie pour rendre l’évènement plus attrayant, s’agissant de personnes connues dans le monde de la musique comme Taylor Swift, Bruno Mars, Hozier, Lady Gaga, Ellie Goulding ou encore The Weeknd.

### Localisations du défilé annuel
| Année | Lieu                                         |
| ----- | -------------------------------------------- |
| 1995  | Plaza Hotel, New York, États-Unis            |
| 1996  | Plaza Hotel, New York, États-Unis            |
| 1997  | Plaza Hotel, New York, États-Unis            |
| 1998  | Plaza Hotel, New York, États-Unis            |
| 1999  | New York, États-Unis                         |
| 2000  | Cannes, France                               |
| 2001  | Bryant Park, New York, États-Unis            |
| 2002  | 69th Regiment Armory, New York, États-Unis   |
| 2003  | 69th Regiment Armory, New York, États-Unis   |
| 2004  | Le show n'a pas eu lieu                      |
| 2005  | 69th Regiment Armory, New York, États-Unis   |
| 2006  | Kodak Theatre, Los Angeles, États-Unis       |
| 2007  | Kodak Theatre, Los Angeles, États-Unis       |
| 2008  | Fontainebleau Miami Beach, Miami, États-Unis |
| 2009  | 69th Regiment Armory, New York, États-Unis   |
| 2010  | 69th Regiment Armory, New York, États-Unis   |
| 2011  | 69th Regiment Armory, New York, États-Unis   |
| 2012  | 69th Regiment Armory, New York, États-Unis   |
| 2013  | 69th Regiment Armory, New York, États-Unis   |
| 2014  | Earls Court, Londres, Royaume-Uni            |
| 2015  | 69th Regiment Armory, New York, États-Unis   |
| 2016  | Grand Palais, Paris, France                  |
| 2017  | Mercedes-Benz Arena, Shanghai, Chine         |
| 2018  | Pier 94, New York, États-Unis                |

### Artistes se produisant lors du défilé annuel
| Année | Artistes                                                                   |
| ----- | -------------------------------------------------------------------------- |
| 2001  | Andrea Bocelli et Mary J.Blige                                             |
| 2002  | Phil Collins, Destiny's Child et Marc Anthony                              |
| 2003  | Sting, Mary J.Blige et Eve                                                 |
| 2004  | Le défilé n'a pas eu lieu.                                                 |
| 2005  | / Ricky Martin, Chris Botti et Seal                                        |
| 2006  | Justin Timberlake                                                          |
| 2007  | Will.i.am, Seal et Spice Girls                                             |
| 2008  | Usher et Jorge Moreno                                                      |
| 2009  | The Black Eyed Peas                                                        |
| 2010  | / Akon et Katy Perry                                                       |
| 2011  | / Nicki Minaj , Maroon 5, Jay-Z et Kanye West                              |
| 2012  | Rihanna, Bruno Mars et Justin Bieber                                       |
| 2013  | Taylor Swift, Fall Out Boy, A Great Big World et Neon Jungle               |
| 2014  | Taylor Swift, Ed Sheeran, Hozier et Ariana Grande                          |
| 2015  | Ellie Goulding, Selena Gomez et The Weeknd                                 |
| 2016  | Lady Gaga, Bruno Mars et The Weeknd                                        |
| 2017  | Leslie Odom Jr., Harry Styles, Miguel et Jane Zhang                        |
| 2018  | Halsey, Shawn Mendes, The Chainsmokers, The Struts, Rita Ora et Bebe Rexha |

### «Fantasy Bras»
| Année | Nom                                    | Mannequin                          | Coût              |
| ----- | -------------------------------------- | ---------------------------------- | ----------------- |
| 1996  | The Million Dollar Miracle Bra         | Claudia Schiffer                   | $1,000,000        |
| 1997  | The Diamond Dream Bra                  | Tyra Banks                         | $3,000,000        |
| 1998  | The Dream Angel Fantasy Bra            | Daniela Pestova                    | $5,000,000        |
| 1999  | The Millenium Bra                      | Heidi Klum                         | $10,000,000       |
| 2000  | The Red Hot Fantasy Bra                | Gisele Bündchen                    | $15,000,000       |
| 2001  | The Heavenly Star Bra                  | Heidi Klum                         | $12,500,000       |
| 2002  | The Star of Victoria Fantasy Bra       | Karolina Kurkova                   | $10,000,000       |
| 2003  | The Very Sexy Fantasy Bra              | Heidi Klum                         | $11,000,000       |
| 2004  | The Heavenly "70" Fantasy Bra          | Tyra Banks                         | $10,000,00        |
| 2005  | The Sexy Splendor Fantasy Bra          | Gisele Bündchen                    | $12,500,000       |
| 2006  | The Hearts on Fire Diamond Fantasy Bra | Karolina Kurkova                   | $6,500,000        |
| 2007  | The Holiday Fantasy Bra                | Selita Ebanks                      | $4,500,000        |
| 2008  | The Black Diamond Fantasy Miracle Bra  | Adriana Lima                       | $5,000,000        |
| 2009  | The Harlequin Fantasy Bra              | Marisa Miller                      | $3,000,000        |
| 2010  | The Bombshell Fantasy Bra              | Adriana Lima                       | $2,000,000        |
| 2011  | The Fantasy Treasure Bra               | Miranda Kerr                       | $2,500,000        |
| 2012  | The Floral Fantasy Bra                 | Alessandra Ambrosio                | $2,500,000        |
| 2013  | The Royal Fantasy Bra                  | Candice Swanepoel                  | $10,000,000       |
| 2014  | The Dream Angels Fantasy Bras          | Adriana Lima & Alessandra Ambrosio | $2,000,000 chacun |
| 2015  | The Fireworks Fantasy Bra              | Lily Aldridge                      | $2,000,000        |
| 2016  | The Bright Night Angel Fantasy Bra     | Jasmine Tookes                     | $3,000,000        |
| 2017  | The Champagne Nights Fantasy Bra       | Lais Ribeiro                       | $2,000,000        |
| 2018  | The Dream Angels Fantasy Bra           | Elsa Hosk                          | $1,000,000        |

## Victoria's Secret Swim Special
Le 26 février 2015, CBS diffuse Victoria's Secret Swim Special (en), un reportage montrant les Anges Adriana Lima, Alessandra Ambrosio, Candice Swanepoel, Lily Aldridge, Behati Prinsloo et Elsa Hosk, Martha Hunt, Jasmine Tookes, Joan Smalls, Stella Maxwell et Jac Jagaciak pendant leur séjour à Puerto Rico posant pour la collection de maillots de bain de la marque. Maroon 5 et Juanes interprètent également certaines de leurs chansons.
Le 9 mars 2016, Victoria's Secret Swim Special montre les Anges Lily Aldridge, Taylor Marie Hill, Elsa Hosk, Martha Hunt, Stella Maxwell, Behati Prinsloo, Lais Ribeiro, Sara Sampaio, Vita Sidorkina, Josephine Skriver, Romee Strijd, Candice Swanepoel et Jasmine Tookes pendant leur séjour à Saint-Barthélemy posant pour la collection de maillots de bain de la marque. Demi Lovato et Nick Jonas interprètent également certaines de leurs chansons.

## Marketing
Proposant des sous-vêtements de qualité ordinaire, Victoria's Secret reprend cependant les codes des marques de luxe notamment grâce à ses défilés et à l'apparition de célébrités. Victoria's Secret fait aussi poser des mannequins mères de famille, comme Doutzen Kroes, Alessandra Ambrosio ou Miranda Kerr, ce qui permettrait de viser un public de classe moyenne. Le sociologue de la mode Frédéric Godard note que le message passé est : « en enfilant votre lingerie, vous devenez une femme puissante, vous devenez Adriana Lima ».

## Critiques
La marque a été critiquée par des associations religieuses comme l’American Decency Association (association américaine pour la décence) mais aussi par des associations féministes comme whatisvictoriassecret.com pour son utilisation de la « pornographie soft » dans ses campagnes publicitaires. La marque s’est aussi attirée les foudres d’associations de défense de l’environnement, comme l'association Victoria's Dirty Secret, qui prétend que les catalogues Victoria's Secret's, qui ne sont pas faits de papier recyclé, contribuent à la déforestation.
En 2014, la marque de lingerie a suscité une polémique en promouvant sa nouvelle collection de sous-vêtements avec un slogan « The Perfect Body » (soit « le corps parfait » en français), accusé de promouvoir un stéréotype du corps féminin,.

## Polémique
L'année 2019 marque un tournant pour l'image de l'entreprise. Elle se retrouve au cœur d'une polémique à la suite de l'affaire Jeffrey Epstein. Ancien conseiller de Leslie Wexner pour la marque L Brands (une des sociétés actionnaires de Victoria's Secret), l'homme est arrêté pour trafic sexuel de mineurs. Ses actes seraient déjà connus de L Brands, ce qui aurait entaché la réputation de la marque internationale. Epstein se serait également fait passer pour un recruteur de mannequins, travaillant pour Victoria's Secret afin d'approcher des jeunes femmes, qu'il aurait ensuite agressés et violées.

## Renouvellement et inclusion
Afin de changer son image, représentée uniquement par les Anges, eux-mêmes considérés comme exclusifs, la marque a décidé de diversifier ses mannequins. C’est en juin 2021 qu’elle annonce travailler dès à présent des représentantes de tout milieu. De nombreuses critiques ont poussé la marque à faire ce choix. Diverses personnalités sont venues rejoindre la société afin de la rendre plus inclusive, tout comme Megan Rapinoe,,, footballeuse et représentante des droits LGBT+, Priyanka Chopra, actrice indienne, Paloma Elsesser,,, mannequin grande taille, Ailing Gu, skieuse acrobatique sino-américaine, Amanda de Cadenet, photographe professionnelleou encore le mannequin transgenre Valentina Sampaio.
La société s'ouvre à d'autres personnalités célèbres, afin de se donner une nouvelle identité. En utilisant la stratégie du rebranding, la marque essaie de se refaire une place dans l'industrie de la mode, mais surtout auprès de ses clients. De nouvelles tailles viennent rejoindre le catalogue. Tout commence par le développement d'une nouvelle collection, prénommée Love Cloud. Celle-ci se veut "inclusive", c'est pourquoi 18 nouvelles femmes rejoignent le casting. Sofia Jirau, atteinte du syndrome de Down, pose pour la marque lors d'une publicité. Déjà mannequin auparavant, cette femme est la première personne portant ce syndrome à signer un contrat avec Victoria's Secret. Miriam Blanco, malade à cause d'une maladie neurodégénérative, ne pouvant se déplacer sans l'aide de ses béquilles, ainsi que Celilo Miles, pompière viennent compléter cette équipe. Un mannequin plus âgé, Jailyn Matthews permet de cibler les femmes d'un certain âge.